# Pêche à la Mouche: The Great Blue Star Sessions 1947/1953

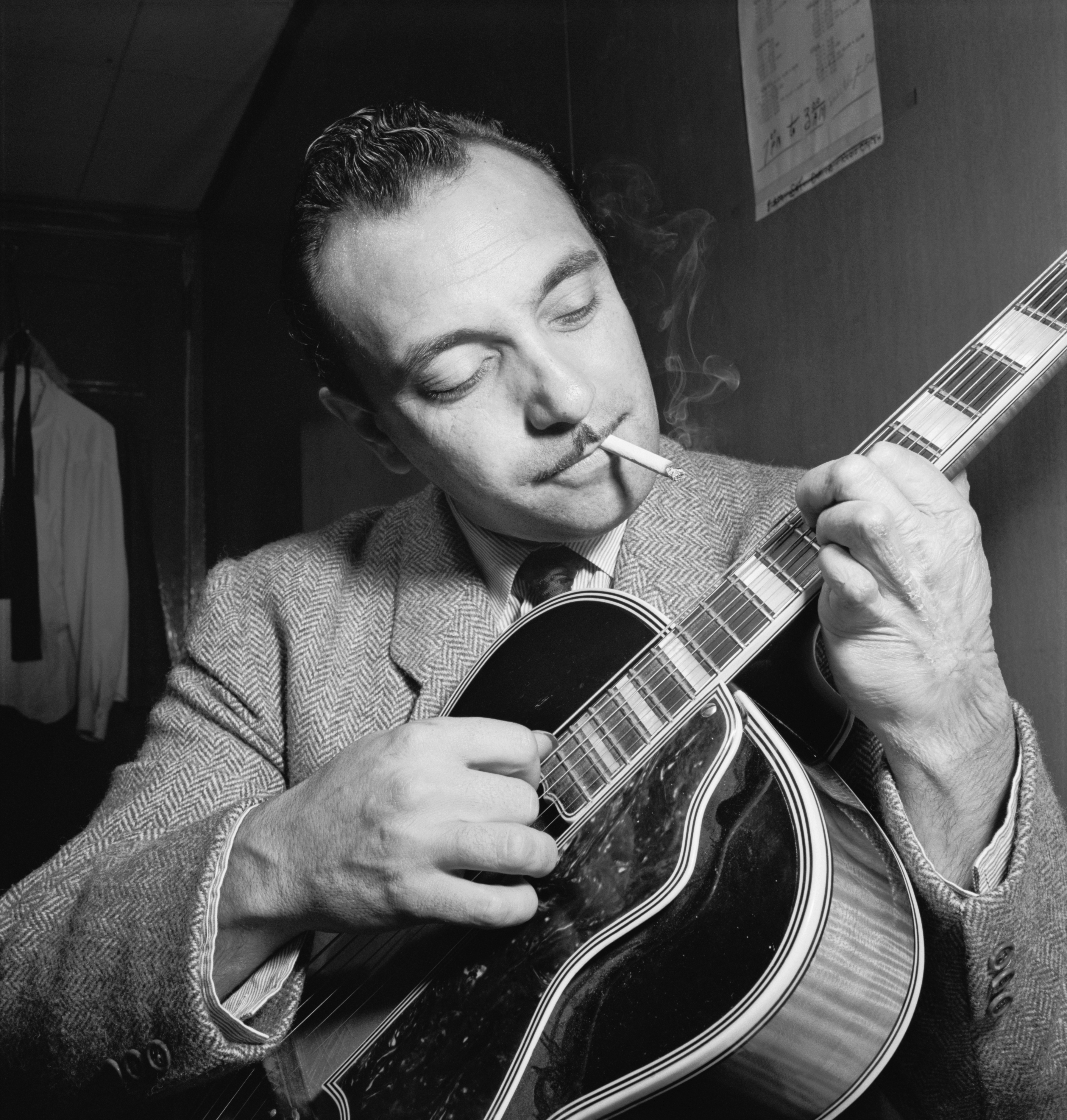
Django Reinhardt bei einem Auftritt im New Yorker Jazzclub Aquarium, ca. November 1946.
Fotografie von William P. Gottlieb.

Pêche à la Mouche: The Great Blue Star Sessions 1947/1953 ist ein Jazz-Album von Django Reinhardt. Die 1991 bei Verve Records erschienene Doppel-CD enthält das Material von sieben Sessions, die der Gitarrist mit verschiedenen Besetzungen zwischen dem 16. April 1947 und dem 10. März 1953 für Eddie Barclays Label Blue Star aufgenommen hat. Die Aufnahmen von 1947 erschienen zunächst als 78er-Schallplatten, die Session von 1953 als 10-Zoll-Schallplatte.

## Geschichte derBlue-Star-Aufnahmen

### DieBlue-Star-Sessions April–Oktober 1947
Nach einer für ihn enttäuschend verlaufenden USA-Tournee mit dem Duke Ellington Orchestra im November 1946 versuchte Reinhardt zunächst noch, in den Vereinigten Staaten als Arrangeur zu arbeiten, was ohne Ergebnisse blieb. Um die Jahreswende 1946/47 hatte er noch ein einmonatiges Engagement im New Yorker Jazzclub Café Society mit Edmond Hall und Pete Johnson.
Bei seinem USA-Aufenthalt hatte Django Reinhardt den neuen Bebop gehört; nach Arrigo Polillo war der Swing-Gitarrist „von ihm gleichermaßen überwältigt und bestürzt. (‚Es ist der Jazz des Jahres 1950‘, hatte er gemeint). Obwohl er es nie zugab, musste er spüren, dass ihn der neue Jazz in einer Krise gebracht hatte“.
Von da ab wurden seine musikalischen Aktivitäten unregelmäßiger; wichtigstes Merkmal seines stilistischen Wandels war jedoch, dass er fortan nur noch elektrisch verstärkte Gitarre spielte, obwohl er zunächst Schwierigkeiten mit Instrument und Technik hatte. Im Februar 1947 kehrte er nach Paris zurück; im März arbeitete er erneut mit dem aus London zurückgekehrten Stéphane Grappelli und trat mit einer ad hoc zusammengestellten Gruppe auf. Zu ihr gehören unter anderem sein Bruder Joseph Reinhardt, der Altsaxophonist Michel de Villers und der Pianist Eddie Bernard.
Am 16. April 1947 nahm er mit dieser Gruppe für Blue Star den Titel „Pêche à la Mouche“ auf; am gleichen Tag entsteht mit dieser Formation, erweitert um die Hausband des Pariser Jazz-Clubs Bœuf sur le Toit der Titel „Minor Blues“. Die beiden Nummern dieser Session waren ursprünglich als Soundtrack zu einem Film von Marcel Carné. Der Streifen mit dem Arbeitstitel La Fleur d’Age wurde jedoch nicht vollendet.
Im Frühsommer ging Reinhardt mit seinem neuformierten Quintette du Hot Club de France auf eine Belgien-Tournee, wo er weitere Titel einspielte. Seiner Band gehörten nun Joseph Reinhardt, der Klarinettist Hubert Rostaing, der Bassist Ladislas Czabanyck und der Schlagzeuger André Jourdan an. Zurück in Paris, nahm er am 6. Juli 1947 sieben Titel auf, unter anderem seine Grieg-Bearbeitung „Danse Norvegienne“ und „Folie à Amphion“.Die Biographen Schmitz und Maier betonen die Prägung der Session durch den Klang der elektrischen Gitarre:
 „Dadurch kommt Djangos Spiel dem Klangideal der frühen amerikanischen Bopper viel näher, dem gitarristischen Imperativ to sound like a horn. Ebenso charakteristisch für diese neuen Aufnahmen ist das Schrumpfen der Bedeutung der Rhythmusgruppe, die Hervorhebung von Schlagzeug und Bass zur Abdeckung des rhythmisch-harmonischen Bereichs, eine in Amerika [damals] bereits übliche Aufgabenverteilung. Im übrigen wirkt Reinhardt bekanntlich ja selber oft im Rhythmusbereich mit, um Rostaing noch farbiger zu untermalen. […] Dennoch bleibt das Hauptgeschehen fest in Djangos Händen, und Hubert Rostaing passt sich mit seinem glatten, fast neutralen Ton sehr gut ein in das klangliche Konzept des Ensembles; seine Improvisationen zeigen Phantasie und Individualität mit einem Schuss Emotion, die gerade auch dieser Musik so gut tut.“
Die Juli-Session fand im Studio Technisonor statt, das von 1944 bis 1946 vom AFN für seine Sendungen in Europa genutzt wurde. Produzent Eddie Barclay gab Reinhardt freie Hand, ohne kommerzielle Beschränkungen die Stücke aufzunehmen, die ihm gefielen.
Nach den Aufnahmen ging er mit seinem Quintett auf eine Deutschland-Tournee, um in Armee-Clubs in den Militärbasen der amerikanischen Besatzungszone zu spielen, in Heidelberg, Mannheim, Bad Nauheim und in Frankfurt am Main. Nach seiner Rückkehr spielte Reinhardt am 18. Juli 1947 sieben Titel ein, neben Eigenkompositionen die Standards „I’ll Never Smile Again“, Ary Barrosos Klassiker „Aquarela do Brasil“, hier kurz „Brazil“ genannt, und Kurt Weills „September Song“. Obwohl bei diesen Aufnahmen Reinhardt dominiert, sind hier beachtliche Soli von Klarinettist Rostaing zu hören.
Im August besetzte Reinhardt seine Band um; hinzu kam der Bassist Emmanuel Soudieux. Nach Aufnahmen in Sextett-Besetzung für Delaunays Label Swing Ende August 1947, die unter dem Titel Souvenirs de Django Reinhardt veröffentlicht wurden, nahm er am 4. Oktober 1947 wieder für Eddie Barclay auf; bei der von Hugues Panassié geleiteten Session entstanden Eigenkompositionen des Gitarristen, wie „Moppin’ the Bride“, „Mano“ und „Gypsy with a Song“, aber auch Eddie Durhams Standard „Topsy“, dem Jazz-Hit des Pioniers der elektrisch verstärkten Gitarre, mit deutlichen Bop-Elementen.

Rex Stewart mit dem Duke Ellington Orchester (1943)

Nach weiteren Aufnahmen für Swing im November („Artillerie Lourde“, „Belleville“) spielte er mit dem Kornettisten Rex Stewart als Gast und seinem Quintett zwei Titel für Barclay ein, Cole Porters Klassiker „Night and Day“ und „Confessin’ “.

### DieBlue-Star-Session 1953
Nach einer Phase des Rückzugs Anfang der 1950er Jahre, da sich Reinhardt angesichts der neuen musikalischen Entwicklung im Nachkriegs-Frankreich nicht zurechtfand (und lieber die Zeit mit Angeln und Billardspiel verbrachte), arbeitete er wieder seit Anfang 1953 im Club Saint-Germain-des-Prés mit der damaligen Avantgarde der französischen Jazzszene, etwa mit Hubert Fol, dessen Bruder Raymond Fol, Fats Sadi und Roger Guérin. Schließlich konnte ihn Eddie Barclay 1953 überreden, für neue Aufnahmen ins Studio zu kommen. Dahinter stand auch der Produzent Norman Granz, der hoffte, Reinhardt noch einmal zu einer USA-Tournee bewegen zu können. Mit dem Pianisten Maurice Vander, Pierre Michelot und Jean-Louis Viale nahm er am 10. März 1953 unter dem Titel Django Reinhardt et Ses Rhythmes acht Titel auf; eine neue Version seiner Komposition „Nuages“ (die der mitwirkende Bassist Pierre Michelot für die beste hielt, die der Gitarrist je einspielte), erneut Barrosos „Brazil“, den „Blues for Ike“, lediglich vom Bass Michelots begleitet, sowie erneut Porters „Night and Day“ und „Confessin’ “. Es war die vorletzte Aufnahmesitzung des legendären Gitarristen, der am 16. Mai, im Alter von nur 44 Jahren in Samois-sur-Seine starb.

## Bewertung des Albums
Richard Cook und Brian Morton zählen Pêche à la Mouche: The Great Blue Star Sessions 1947/1953 (neben den Swing/Vogue-Aufnahmen aus dieser Zeit wie z. B. „Swing de Paris“ und der Rom-Session 1949 mit Stéphane Grappelli) zu den besten Alben in Django Reinhardts Spätwerk und bewerteten es mit der zweithöchsten Note. Sie heben besonders die Spontaneität und Ungezwungenheit der Barclay-Sessions hervor; ein Höhepunkt ist für die Autoren das elegante „Night and Day“, das bei der Rex Stewart-Session im Dezember 1947 entstand und die erstaunliche 53er-Version von „Brazil“ mit einer feurigen Anmut, sowie schönen Versionen von „Manoir de Mes Rêves“ und „Nuages“.
Auch Digby Fairweather hebt im Jazz – Rough Guide das Album als eines der bedeutendsten in der Diskographie des Gitarristen hervor; Reinhardt habe sein Spiel auf der elektrischen Gitarre zur Meisterschaft entwickelt; das Album enthalte „faszinierende Musik aus den letzten Monaten von Djangos Leben“. 1992 wurde es mit dem Prix Fats Waller als beste Wiederveröffentlichung des Jahres ausgezeichnet.

## Die Titel

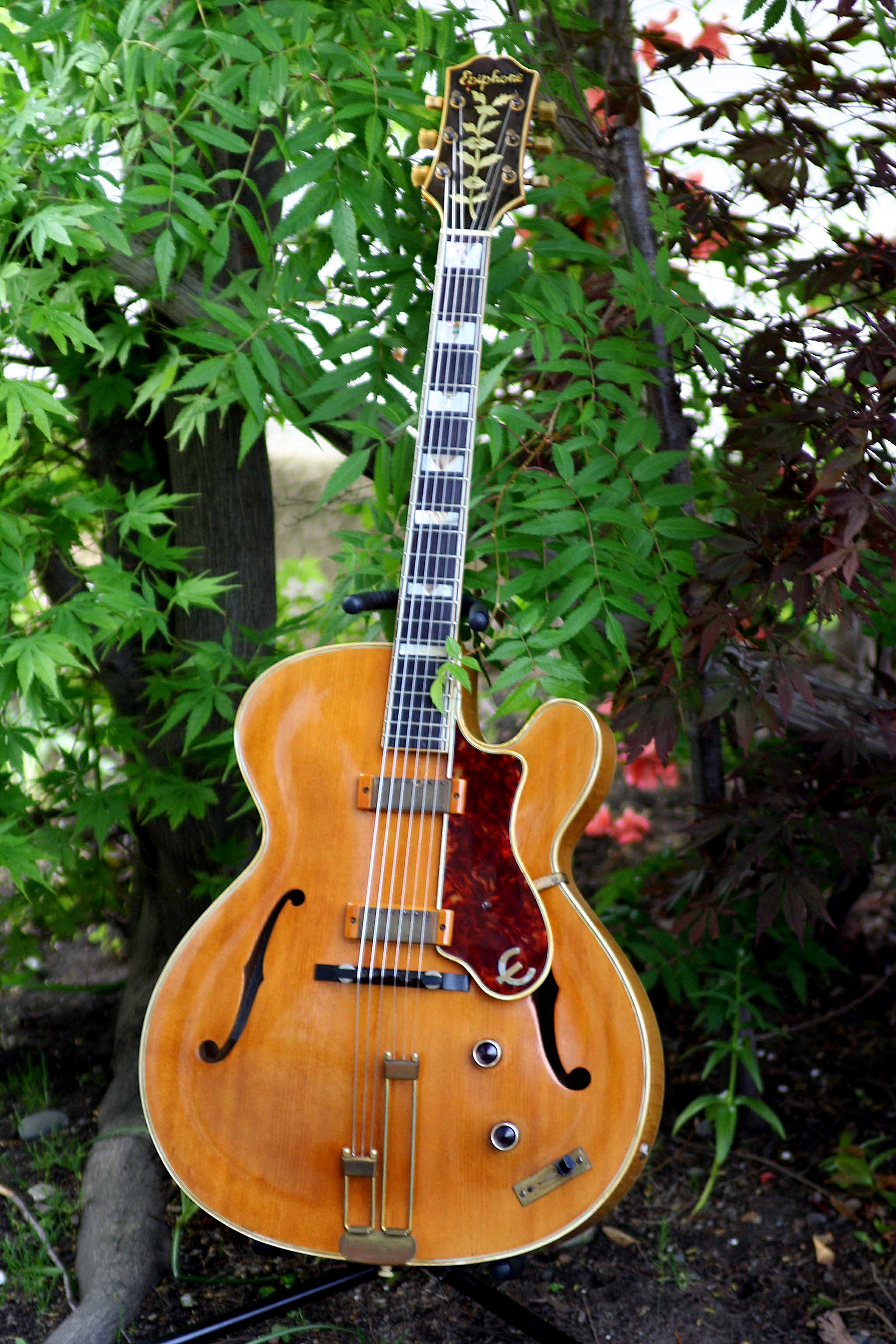
Archtop-Gitarre Epiphone Zephyr; Django spielte das Modell von 1946.

- Django Reinhardt: Pêche à la Mouche: The Great Blue Star Sessions 1947/1953 (Verve 835418-2)

CD 1
1. Pêche à la Mouche (Reinhardt) 2:33 (16. April 1947)
2. Minor Blues (Reinhardt) 2:45
3. For Sentimental Reasons (W. Best/D. Watson) 2:56 (6. Juli 1947)
4. Danse Norvegienne (Grieg/arr. Reinhardt) 3:00
5. Blues for Barclay (Barclay) 2:52
6. Folie à Amphion (Reinhardt) 2:52
7. Vette (Reinhardt) 3:12
8. Anniversary Song (R. Ivanovici/S. Chaplin/A. Jolson) 3:34
9. Swing 48 (Reinhardt) 2:44
10. September Song (Kurt Weill/M. Anderson) 3:17 (18. Juli 1947)
11. Brazil (Ary Barroso) 2:45
12. I’ll Never Smile Again (Ruth Lowe) 2:39
13. New York City (E. Barclay) 2:35
14. Django’s Blues (Reinhardt) 3:04
15. Love’s Mood (E. Barclay) 3:05
16. I Love You (H. Thompson/H. Archer) 2:51

CD 2
1. Topsy (Eddie Durham) 3:03 (4. Oktober 1947)
2. Moppin’ the Bride – Mucro – (Reinhardt) 2:19
3. Insensiblement (P. Misraki) 3.11
4. Mano (Reinhardt) 2:52
5. Blues Primitif (E. Barclay) 2:41
6. Gypsy with a Song – take 1 (Reinhardt) 3:00
7. Gypsy with a Song – take 2 (Reinhardt) 2:56
8. Night and Day (Cole Porter) 2:52 (10. Dezember 1947)
9. Confessin’ (That I Love You) (A.J. Nelborg/D. Dougherty/E. Reynolds) 2:55
10. Blues for Ike (Reinhardt) 3:21 (10. März 1953)
11. September Song (Kurt Weill/M. Anderson) 2:33
12. Night and Day (Porter) 2:50
13. Insensiblement (P. Misraki) 3:06
14. Manoir de Mes Rêves (Reinhardt) 2:35
15. Nuages (Reinhardt) 3:15
16. Brazil (A. Baroso) 2:35
17. Confessin’ (That I Love You) (A.J. Nelburg/D. Dougherty/E. Reynolds) 3:37

## Editorische Notiz
Die Aufnahmen der Sessions vom Juli bis Dezember 1947 erschienen in Frankreich als 78er Schallplatten bei Blue Star; in den USA wurden sie von Dial Records als 10-Inch-LP (DIAL 218 bzw. 214) vermarktet. Die Sessions vom Juli bis Oktober 47 mit Rostaing bzw. Rex Stewart liegen in CD-Form inzwischen auch als Django’s Blues auf Emarcy Records vor.

Während die Einspielungen von 1947 zunächst nur als 78er-Schallplatten veröffentlicht wurden, erschienen die acht Titel der Session vom März 1953 unter dem Titel Django Reinhardt et Ses Rhythmes gleichzeitig bei Blue Star (BS 6830 bzw. BLP 6830) in Frankreich und bei Norman Granz’ Label Clef (MGC 516) in den Vereinigten Staaten als 10-Inch-LP.

## Literatur

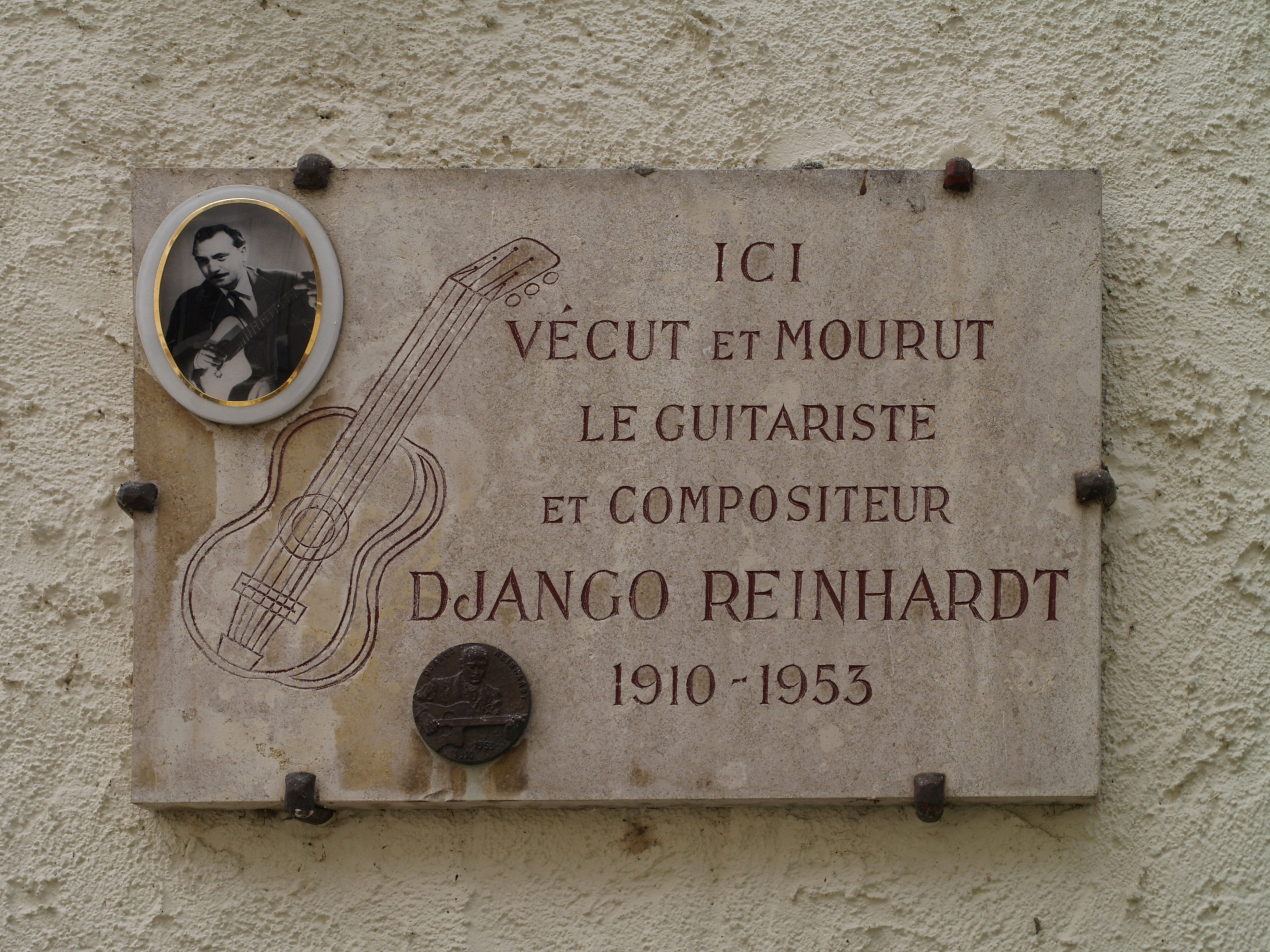
Gedenktafel für Django Reinhardt in Samois-sur-Seine